# بليك تومسون
بليك تومسون (بالإنجليزية: Blake Thompson)‏ (4 يوليو 1993 بغولد كوست في أستراليا - ) هو لاعب كرة قدم أسترالي في مركز الدفاع.

## وصلات خارجية
- بليك تومسون على موقع قاعدة بيانات كرة القدم.إي يو (الإنجليزية)
- بليك تومسون على موقع Soccerway.com (الإنجليزية)